# Amelie-Sophie Lederer
Amelie-Sophie Lederer (* 22. April 1994 in Gunzenhausen, Bayern) ist eine deutsche Leichtathletin, die sich auf 100- und 200-Meter-Läufe spezialisiert hat und auch Staffeln läuft.

## Berufsweg
Lederer hat Mittlere Reife und ist seit 2021 Polizeimeisterin. Sie ist Angehörige der Sportfördergruppe der Bereitschaftspolizei Bayerns.

## Sportliche Laufbahn
Amelie-Sophie Lederer konkurrierte zunächst im 100-Meter-Hürdenlauf. Bei den Deutschen Jugendmeisterschaften (U18)
kam sie in dieser Disziplin 2010 auf den dritten und 2011 auf den fünften Platz.
2013 wiederholte sie diese Platzierungen bei den Deutschen Jugendmeisterschaften (U20), allerdings mit einem dritten Platz mit der 4-mal-100-Meter-Staffel und dem fünften Rang beim 100-Meter-Lauf.
2014 konnte Lederer bei den Deutschen Juniorenmeisterschaften (U23) über 100 Meter auf den achten Platz kommen und bei den Deutschen Meisterschaften mit der 4-mal-100-Meter-Staffel den sechsten Platz erreichen.
2015 kam sie im 100-Meter-Sprint bei den Deutschen Juniorenmeisterschaften (U23) auf den sechsten und bei den Deutschen Meisterschaften auf den achten Rang. International konnte Lederer in der 4-mal-100-Meter-Staffel mit Alexandra Burghardt, Rebekka Haase und Anna-Lena Freese in 43,47 s U23-Europameisterin werden.
2016 belegte Lederer mit der 4-mal-100-Meter-Staffel bei den Deutschen Meisterschaften Platz fünf und wurde Deutsche U23-Vizemeisterin.
2017 erreichte sie im Finale des 100-Meter-Laufs der Deutschen Meisterschaften den sechsten Platz. Im Vorlauf war Lederer in 11,28 s persönliche Bestleistung gelaufen und hatte damit den seit 2010 von Verena Sailer gehaltenen bayerischen Rekord eingestellt, was sie unter anderem als Ersatzläuferin für die Staffel bei den Weltmeisterschaften qualifizierte. Zum Ausklang der Freiluftsaison wurde sie Deutsche Polizeimeisterin im 100-Meter-Lauf und mit der 4-mal-100-Meter-Staffel.
2018 folgte ein neunter Platz im 100-Meter-Sprint bei den Deutschen Meisterschaften.
2019 kam Lederer bei den Deutschen Hallenmeisterschaften über 60 Meter auf Platz acht und war bei den Deutschen Meisterschaften im Halbfinale ausgeschieden.
2020 wurde sie Deutsche Hallenvizemeisterin über 200 Meter. Im Halbfinale war sie in 23,66 s persönliche Bestzeit gelaufen, die sie im Finale auf 23,62 s verbesserte. Bei den Deutschen Meisterschaften beendete Lederer den 100-Meter-Lauf sie auf dem fünften Platz und war über 200 Meter im Halbfinale ausgeschieden.
2021 konnte Lederer Deutsche Hallenmeisterin über 60 Meter werden. Dabei steigerte sie im Finale ihre Bestzeit aus dem Vorlauf noch einmal um acht Hundertstel auf 7,12 s und erfüllte damit zudem die Norm für die Halleneuropameisterschaften, wo sie im Halbfinale Dreizehnte wurde. Anhaltende Probleme am rechten Oberschenkel verhinderten den Start bei den Deutschen Meisterschaften in Braunschweig und auch eine mögliche Teilnahme an den Olympischen Spielen in Tokio.
Lederer gehörte zum B-Kader des Deutschen Leichtathletik-Verbandes (DLV) und war nach der Leistungssportreform bis 2018 im Perspektivkader als auch erneut seit der Saison 2020/21.

## Vereinszugehörigkeiten
Amelie-Sophie Lederer startete bis Ende 2012 für den TSV 1860 Ansbach und danach bis Ende 2019 für das LAC Quelle Fürth. 2020 konkurrierte Lederer für die LG Telis Finanz Regensburg und startet seit dem 1. Januar 2021 für die LG Stadtwerke München.

## Bestleistungen
(Stand: 20. Februar 2021)

Halle
- 60 m: 7,12 s (Dortmund, 20. Februar 2021)
- 200 m: 23,62 s (Leipzig, 23. Februar 2020)
- 4 × 200 m: 1:40,52 min (Leipzig 23. Februar 2014)

Freiluft
- 100 m: 11,28 s (±0,0 m/s) (Erfurt, 8. Juli 2017)
- 200 m: 23,43 s (−1,0 m/s) (Regensburg, 26. Juli 2020)
- 100 m Hürden (83,8): 13,72 s (±0,0 m/s) (Ingolstadt, 19. Juni 2014)
- 4 × 100 m: 43,47 s (Tallinn, 12. Juli 2015)

## Erfolge
national
- 2010: 3. Platz Deutsche U18-Meisterschaften (100 m Hürden)
- 2011: 5. Platz Deutsche U18-Meisterschaften (100 m Hürden)
- 2013: 10. Platz Deutsche Meisterschaften (4 × 100 m)
- 2013: 3. Platz Deutsche U18-Meisterschaften (4 × 100 m)
- 2013: 5. Platz Deutsche U18-Meisterschaften (100 m)
- 2014: 8. Platz Deutsche U23-Meisterschaften (100 m)
- 2014: 6. Platz Deutsche Meisterschaften (4 × 100 m)
- 2015: 6. Platz Deutsche U23-Meisterschaften (100 m)
- 2015: 8. Platz Deutsche Meisterschaften (100 m)
- 2016: 5. Platz Deutsche Meisterschaften (4 × 100 m)
- 2016: Deutsche U23-Vizemeisterin (4 × 100 m)
- 2017: 6. Platz Deutsche Meisterschaften (100 m)
- 2017: Deutsche Polizeimeisterin (100 m und 4 × 100 m)
- 2018: 9. Platz Deutsche Meisterschaften (100 m)
- 2019: 8. Platz Deutsche Hallenmeisterschaften (60 m)
- 2020: Deutsche Hallenvizemeisterin (200 m)
- 2020: 5. Platz Deutsche Meisterschaften (100 m)
- 2021: Deutsche Hallenmeisterin (60 m)

international
- 2015: U23-Europameisterin (4 × 100 m)
- 2017: Teammitglied Weltmeisterschaften (4 × 100 m)